# 包惠
包惠（1963年8月—），女，汉族，云南宣威人，中华人民共和国政治人物，第十二届全国人民代表大会四川地区代表，第十届四川省政协委员，四川省第十二届人大代表，达州市第三届人大代表。西南交通大学管理科学与工程专业毕业。

## 生平
1983年6月，加入中国共产党。1984年，毕业于西南交通大学桥梁专业，任西南交通大学土木系辅导员、助教等职。后获研究生学历，管理学博士。1998年12月起，任成都市青羊区副区长，步入仕途。历任成都市环境保护局局长、党组书记（期间挂职上海市杨浦区区长助理）；成都市委常委、市总工会主席；成都市委常委、统战部部长、市总工会主席、市残联名誉主席（兼）；成都市委常委、宣传部长、市社科联主席（兼）；中共达州市委副书记；中共达州市委副书记，代理市长；中共达州市委副书记，市长；中共达州市委书记，市长。2013年，当选为第十二届全国人大代表。2018年1月，当選四川省人大常委会副主任。2021年4月，卸任达州市委书记。
2022年1月，任成都市人大常委会主任，不再担任省人大常委会副主任职务。